# Грубер, Йозеф (тренер)
Йозеф Карл (Пепи) Грубер (нем. Joseph Karl "Pepi" Gruber; 4 мая 1912, Вена — 29 сентября 1967, Вена) — австрийский футбольный тренер. Наибольшую известность получил в Нидерландах, тренировал команды: ДОС, ДВС, «Аякс», ВВВ и «Витесс». Под его руководством клуб ДОС в сезоне 1957/58 выиграл чемпионат Нидерландов. В 1967 году был тренером американской команды «Питтсбург Фантомс».

## Биография
Йозеф Грубер, более известный как Пепи Грубер, родился в 1912 году в городе Вене.
Тренерскую карьеру в Нидерландах Грубер начал в 1954 году в клубе «Витесс» из города Арнема. Предыдущий тренер, Ян Зонненберг, руководил командой с 1949 года. За три сезона Йозеф смог вывести команду в Первый дивизион Нидерландов. Будучи тренером клуба, Йозеф в августе 1956 года занимался подготовкой второй сборной Нидерландов. В 1957 году Грубер покинул «Витесс» и возглавил утрехтский клуб ДОС. В первый же сезон команда смогла выиграть титул чемпионов Нидерландов. В следующем сезоне Йозеф был тренером ДВС, но затем вновь вернулся в ДОС.
В 1962 году Грубер возглавил амстердамский «Аякс», в сезоне 1962/1963 его команда заняла второе место после ПСВ. Затем Йозеф провёл один сезон в ВВВ, а затем, в 1964 году вновь вернулся «Витесс», но уже в сентябре 1966 года Йозеф был уволен из «Ветесса»
, из-за разногласий с руководством клуба.
В 1967 году Грубер отправился в США, где возглавил новый клуб «Питтсбург Фантомс», участвовавший в Национальной Профессиональной Футбольной Лиги. Позже в команде появилось несколько нидерландских футболистов, Тео Лазеромс, Пит де Грот, а также бывшие игроки «Аякса» — Ко Принс и Бертус Хогерман. В первом матче под руководством Грубера его команда потерпела поражение от клуба «Балтимор Бэйс» со счётом 5:3. Поначалу команда Грубера шла в лидерах в своём Восточном дивизионе, но постепенно команда превратилась в аутсайдера.
В сентябре 1967 года Грубер скончался от сердечного приступа в возрасте 55 лет во время своего отпуска в родном городе Вене.

## Достижения
Чемпион Нидерландов (1)1957/1958